# Wilfried Krallert
Wilfried Krallert (23 janvier 1912 - 16 mars 1969) est un historien-géographe autrichien, qui fut officier de la SS  et un Gruppenleiter du NSDAP. Directeur de la Fondation du Reich pour les Études Géographiques dépendante du RSHA pendant la guerre, il est également chargé de la coordination entre le renseignement intérieur et extérieur au RSHA, et travaille pour l'Organisation Gehlen, ancêtre du BND, à partir de 1952.

## Biographie
Krallert étudie l'histoire-géographie à l'Université de Vienne, adhérant au Parti nazi autrichien. Il est invité, en tant qu'historien, à participer à la tentative d'assassinat du chancelier Dollfuss, mais manque l'événement.
Sous le Troisième Reich, il est membre de la SS et travaille en tant qu'expert cartographe et « ethnographe » au SD-Ausland qui est l'Amt VI du RSHA. Il dirige le Wannsee Institut (en) d'Autriche, organisme SS chargé des études sur l'URSS. Il atteint le grade de Gruppenleiter et fut secrétaire du Kuratorium (organisme dépendant du bureau III et VI du RSHA) qui coordonnait la recherche en intelligence extérieure et intérieure.
Il dirige la Fondation du Reich pour les Études Géographiques, créée en 1943 afin d'intégrer les différents instituts de recherche géographiques liés aux populations « ethniquement germaniques » au RSHA (« Office central de la sécurité du Reich », dirigé par Reinhard Heydrich de la SS). Celui-ci est chargé d'analyser les territoires de l'Est, qualifiées par la propagande nazie de Lebensraum (« espace vital »), en établissant des statistiques sur les populations et la densité de population, etc., afin d'organiser l'aménagement du territoire conquis.
À la fin de la guerre, il est arrêté et interné par les Britanniques, qui l'interrogèrent avant de le libérer en 1948. Selon les archives de la CIA déclassifiées par le gouvernement de Bill Clinton, certains rapports affirment qu'il travaille après-guerre pour les services de renseignement français, puis, à partir de 1952, pour l'organisation Gehlen. Selon les mêmes archives, il aurait pu travailler ensuite pour l'Office fédéral de protection de la constitution, l'équivalent du FBI. Des archives de la CIA de 1963-64 évoquent des activités suspectes pendant la guerre qui aurait pu le rendre réceptif à d'éventuelles pressions de l'URSS, mais celles-ci ne vont pas plus loin que ces conjonctures.